# Leśmierz
Leśmierz – wieś w Polsce położona w województwie łódzkim, w powiecie zgierskim, w gminie Ozorków.
Do 1954 istniała gmina Leśmierz. W latach 1954–1972 wieś należała i była siedzibą władz gromady Leśmierz. W latach 1975–1998 miejscowość administracyjnie należała do ówczesnego województwa łódzkiego.

## Historia
Najstarsza wzmianka o wsi pochodzi z II połowy XIV wieku, kiedy to szlachcic Nieśmierski był właścicielem majątku rodowego Nieśmierz.
1743 wieś została sprzedana rodzinie Ładów.
1838 wieś kupił Bernard Górski i w tym samym roku sprzedał Bogusławowi Wernerowi.
1838 bracia Bogusław i Wilhelm Werner przystąpili do budowy cukrowni, która później przyczyniła się do rozwoju Leśmierza, a w szczególności: budowy szkoły, kościoła, szpitala i domu ludowego. Bracia Werner byli fundatorami stypendiów dla utalentowanej młodzieży.
Około 1879 została otwarta szkoła fabryczna (fabryczna ewangelicka, z wykładami w trzech językach).
15 lipca 1883 w Leśmierzu urodził się Wacław Jan Przeździecki, generał brygady Wojska Polskiego.
1888 zostało utworzona akcyjne Towarzystwo Przemysłowe „Leśmierz”.
1926 szkoła fabryczna została upaństwowiona.
21 maja 1930 szkoła otrzymała imię Stanisława Jachowicza.
We wrześniu 1939, w czasie bitwy nad Bzurą, w szkole mieścił się polski szpital polowy.
W miejscowości działało Państwowe Gospodarstwo Rolne Leśmierz.
6 sierpnia 1978 biskup łódzki Józef Rozwadowski utworzył w Leśmierzu rzymskokatolicką parafię pw. Opieki św. Józefa.

## Zabytki
Według rejestru zabytków Narodowego Instytutu Dziedzictwa na listę zabytków wpisany jest obiekt:
- park przyfabryczny, koniec XIX w., nr rej.: A/314/1 z 28.03.1988

## Kultura, oświata, sport
W 1958 powstał 30 osobowy zespół muzyczny złożony z uczniów. Zespół ten prowadził p. Józef Klimczak, który napisał dwugodzinną bajkę muzyczną Kopciuszek, a występ zarejestrowało Polskie Radio. 
W Leśmierzu znajdują się m.in. kościół, gminny dom kultury, gminny ośrodek zdrowia, biblioteka. Działają tu: MKS Leśmierz (piłka nożna juniorów oraz piłka siatkowa) i Sparta Leśmierz (piłka nożna seniorów), koło wędkarskie i brydża sportowego (Team gm. Ozorków). GOK prowadzi działalność kulturalną, m.in. Zespół Śpiewaczy „Leśmierzanie”. 
- Sparta Leśmierz - piłka nożna seniorów działa od 1948 r., reprezentuje Leśmierz w rozgrywkach A klasy ŁZPN strona internetowa www.sparta-lesmierz.pl
- MKS Leśmierz - piłka nożna juniorów działa od 2007 r., reprezentuje Leśmierz w rozgrywkach Klasy Deyna ŁZPN.